# Orocrypsona rhyparala
Orocrypsona rhyparala är en fjärilsart som beskrevs av László Anthony Gozmány. Orocrypsona rhyparala ingår i släktet Orocrypsona och familjen äkta malar. Inga underarter finns listade i Catalogue of Life.